# Elysia chlorotica
Elysia chlorotica de nombre común babosa esmeralda, es una pequeña especie de un molusco gasterópodo opistobranquio marino. Esta babosa de mar, que superficialmente se parece a un nudibranquio, es en verdad un miembro de la rama Sacoglossa. Utilizan los cloroplastos del alga que comen. A este fenómeno se le conoce como cleptoplastia.
Elysia chlorotica desarrolla una relación endosimbiótica subcelular con cloroplastos del alga marina estramenopila Vaucheria litorea. Dicha simbiosis le permite obtener nutrientes que se originan en la fotosíntesis realizada en los cloroplastos del alga.

## Descubrimiento
Fue descrita por Augustus Addison Gould en 1870. A principios del siglo XXI, científicos de la Universidad de South Florida, Estados Unidos, realizaron investigaciones sobre su genoma y los resultados fueron comunicados en enero del 2010 en Seattle por el doctor Sydney Pierce.

## Distribución
Elysia chlorotica puede ser encontrada a lo largo de la costa oriental de los Estados Unidos, incluyendo los estados de Massachusetts, Connecticut, Nueva York, Nueva Jersey, Maryland, Florida y Texas. También puede ser encontrada en estados más lejos al norte como Nueva Escocia, Canadá.
Esta especie es más comúnmente encontrada en pantanos de sal, pantanos de marea, fondos y calas bajas, en las profundidades de 0 m a 0.5 m.

## Características
Elysia chlorotica adulta es por lo general verde brillante, debido a la presencia de cloroplastos de Vaucheria litorea en las células del divertículo digestivo de la babosa. Ya que no tiene una cáscara protectora o ningún otro medio de protección, usa también el color verde como un camuflaje contra depredadores.
Sin embargo, de vez en cuando la E. chlorotica puede aparecer con colores rojizos o grisáceos, por la cantidad de clorofila en las ramas de la glándula digestiva; también puede tener muy pequeñas manchas rojas o blancas dispersas sobre el cuerpo.
En cambio, el color de la E. chlorotica en su juventud, será marrón o gris con algunas manchas rojas por causa de la ausencia de cloroplastos obtenidos de V. litorea. A medida que se vaya alimentando de esta alga, adquirirá el color verde.
Elysia chlorotica tiene una forma de Elysiidae típica con los parapodios grandes laterales que pueden doblarse para incluir el cuerpo.
En cuanto a crecimiento, la babosa marina es capaz de crecer hasta 60 mm de longitud, pero es más común que sean solo 20 o 30 mm.

## Alimentación

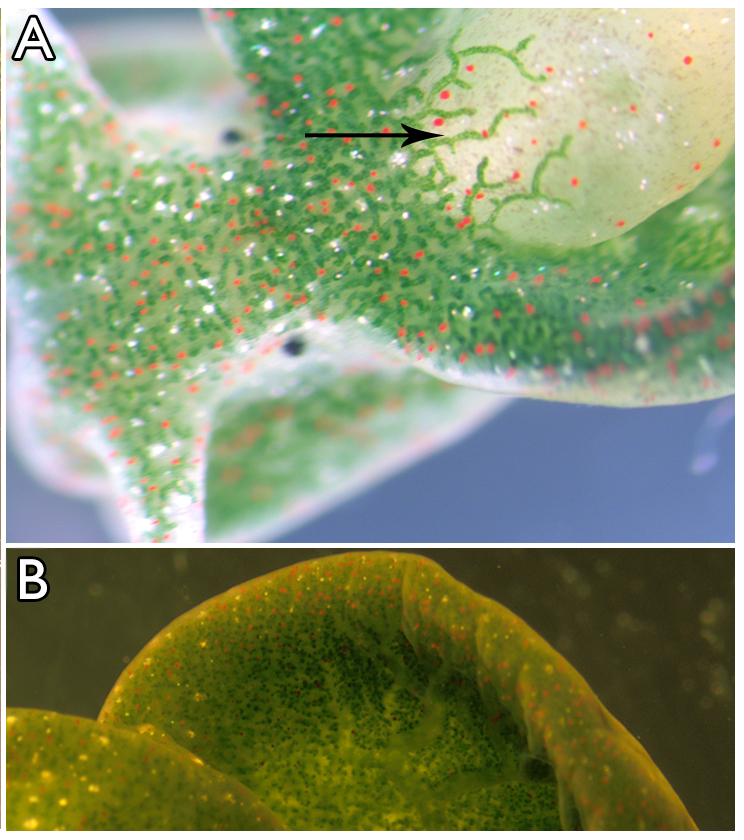
(A) Un túbulo definido del divertículo digestivo que se extiende a la región de parapodios del animal (flecha). El sistema digestivo consiste en túbulos densamente empaquetados que se ramifican a través del cuerpo del animal. Cada túbulo está formado por una capa de células aisladas que contienen los organelos de célula animal y numerosos plástidos del alga. Esta capa celular rodea el lumen. (B) Imagen ampliada de la epidermis de la E. chlorotica que muestra los plástidos densamente empaquetados. Los animales son de color gris claro sin sus plástidos residentes, que aportan la clorofila que da a las babosas el tono verde brillante.

Elysia chlorotica se alimenta del alga intermareal Vaucheria litorea. Perfora la capa celular del alga con su rádula, luego mantiene firmemente el filamento del alga en su boca y succiona el contenido de este como si fuera una pajilla. En vez de digerir todo el contenido de la célula o pasarlo intacto por su estómago, retiene únicamente los cloroplastos y los almacena en su amplio sistema digestivo. Posteriormente, envía los cloroplastos vivos a sus propias células estomacales para funcionar como organelos manteniéndolos con vida y funcionales durante varios meses. La adquisición de los cloroplastos comienza inmediatamente después de la metamorfosis de la lárva velígera, cuando las jóvenes babosas de mar comienzan a alimentarse de las células de la Vaucheria litorea. Las babosas jóvenes son cafés con manchas rojas hasta que se alimentan del alga, en cuanto ocurre esto, su color cambia a verde. Lo anterior se debe a la distribución de los cloroplastos a lo largo de su estómago amplio y ramificado. Al principio, la babosa necesita alimentarse continuamente del alga para retener los cloroplastos, pero con el paso del tiempo, los cloroplastos comienzan a incorporarse de una manera más estable a las células del estómago, lo que le permite mantenerse verde sin necesidad de seguir alimentándose. Se ha observado que algunas babosas Elysia chlorotica son capaces de hacer fotosíntesis hasta un año a pesar de alimentarse pocas veces.
Los cloroplastos del alga se incorporan a la célula mediante el proceso de fagocitosis, a través del cual las células de la babosa de mar devoran las células del alga y hacen a los cloroplastos parte de su propio contenido celular. La incorporación de los cloroplastos a las células de la Elysia chlorotica permite a la babosa capturar energía directamente de la luz, como la mayoría de las plantas, a través del proceso de fotosíntesis. La E. chlorotica puede sobrevivir durante meses en los periodos en los que el alga no se encuentra disponible como suplemento alimenticio. En algún momento, los científicos llegaron a pensar que esta supervivencia dependía de los azúcares producidos por los cloroplastos durante la fotosíntesis, y se ha descubierto que los cloroplastos pueden sobrevivir y funcionar hasta nueve o, incluso, diez meses.
Sin embargo, otras investigaciones de varias especies similares demostraron que estas babosas de mar son igualmente capaces de sobrevivir cuando son privadas de la luz. Sven Gould, de la Universidad de Düsseldorf, y sus colegas, demostraron que incluso cuando se impedía la fotosíntesis, las babosas podían sobrevivir sin alimento durante un largo periodo de tiempo, y al parecer se mantenían tan bien como las babosas privadas de alimento pero expuestas a la luz. Mantuvieron sin alimento a seis especímenes de P. ocellatus durante 55 días, dos de ellos en la oscuridad, otros dos bajo tratamiento con químicos que inhibían la fotosíntesis, y los últimos dos expuestos a una luz apropiada. Todos sobrevivieron y todos perdieron peso al mismo ritmo. Los investigadores también privaron de alimento a seis especímenes de E. timida y los mantuvieron en completa oscuridad durante 88 días — todos sobrevivieron.
Otro estudio probó que la E. chlorotica tiene mecanismos para permitir la supervivencia de los cloroplastos. Después de ocho meses, pese a que la coloración de la Elysia chlorotica pasó de un tono verde a uno más amarillento, la mayoría de los cloropastos dentro de las babosas permanecieron intactos y conservaron su estructura fina. De ese modo, al invertir una menor cantidad de energía en actividades como la búsqueda de comida, las babosas pueden realizar otras actividades importantes. Aunque la Elysia chlorotica no puede sintetizar sus propios cloroplastos, la habilidad de mantenerlos en un estado funcional indica que esta babosa probablemente posee genes para la fotosíntesis en su genoma nuclear. Es posible que haya adquirido estos genes a través de transferencia genética horizontal. Dado que el ADN  cloroplástico sólo codifica el 10% de las proteínas requeridas para la fotosíntesis, los científicos han estudiado el genoma de la Elysia chlorotica para encontrar genes que potencialmente ayuden al mantenimiento de cloroplastos y al proceso de fotosíntesis. Los investigadores encontraron en el ADN de las babosas al psbO, un gen presente en las algas. Este es un gen nuclear que codifica la proteína estabilizadora de manganeso en el complejo del fotosistema II. Concluyeron que las babosas adquirieron probablemente este gen a través de transferencia genética horizontal, ya que está presente en los huevos y células sexuales de la Elysia chlorotica. Es más, gracias a la capacidad de usar la transferencia genética horizontal, los cloroplastos pueden ser utilizados de manera eficiente. Si un organismo no incorporara los cloroplastos y sus correspondientes genes a sus células y genoma, tendrían que alimentarse de las células del alga más a menudo debido a una falta de eficiencia en el uso y preservación de cloroplastos. Tal como se había mencionado anteriormente, esto conlleva la conservación de energía que permite a las babosas concentrarse en otras actividades necesarias como la reproducción y evitar a los depredadores.
Sin embargo, análisis más recientes no han sido capaces de identificar genes nucleares de algas expresados en Elysia cholorotica ni en ninguna de las especies similares como Elysia timida y Plakobranchus ocellatus. Estos resultados debilitan la hipótesis de la transferencia genética horizontal. Un informe de 2014 que usa la hibridación fluorescente in situ (FISH) para localizar un gen nuclear del alga (prk), encontró evidencia de la transferencia genética horizontal. No obstante, se han cuestionado estos resultados, ya que los análisis FISH pueden ser engañosos y no pueden probar la transferencia genética horizontal sin la comparación con el genoma de la Elysia chlorotica.
Además, sigue sin conocerse el mecanismo que permite la longevidad de los cloroplastos capturados por Elysia cholorotica. Este mecanismo actúa debido a falta de genes nucleares de alga activos. Pese a lo anterior, se ha encontrado información sobre  Elysia timida y su alimentación a base de algas. El análisis genómico de las principales fuentes de alimentación de Elysia timida, Acetabularia acetabulum y Vaucheria litorea, ha encontrado que los cloroplastos producen ftsH. El ftsH es otra proteína fundamental para la reparación del fotosistema II. Mientras que en las plantas terrestres este gen se encuentra siempre codificado en el núcleo, en la mayoría de las algas está presente en los cloroplastos. Un amplio suministro de ftsH, en teoría, podría contribuir en gran medida a la longevidad cleptoplástica observada en Elysia cholorotica y Elysia timida.

## Ciclo de vida

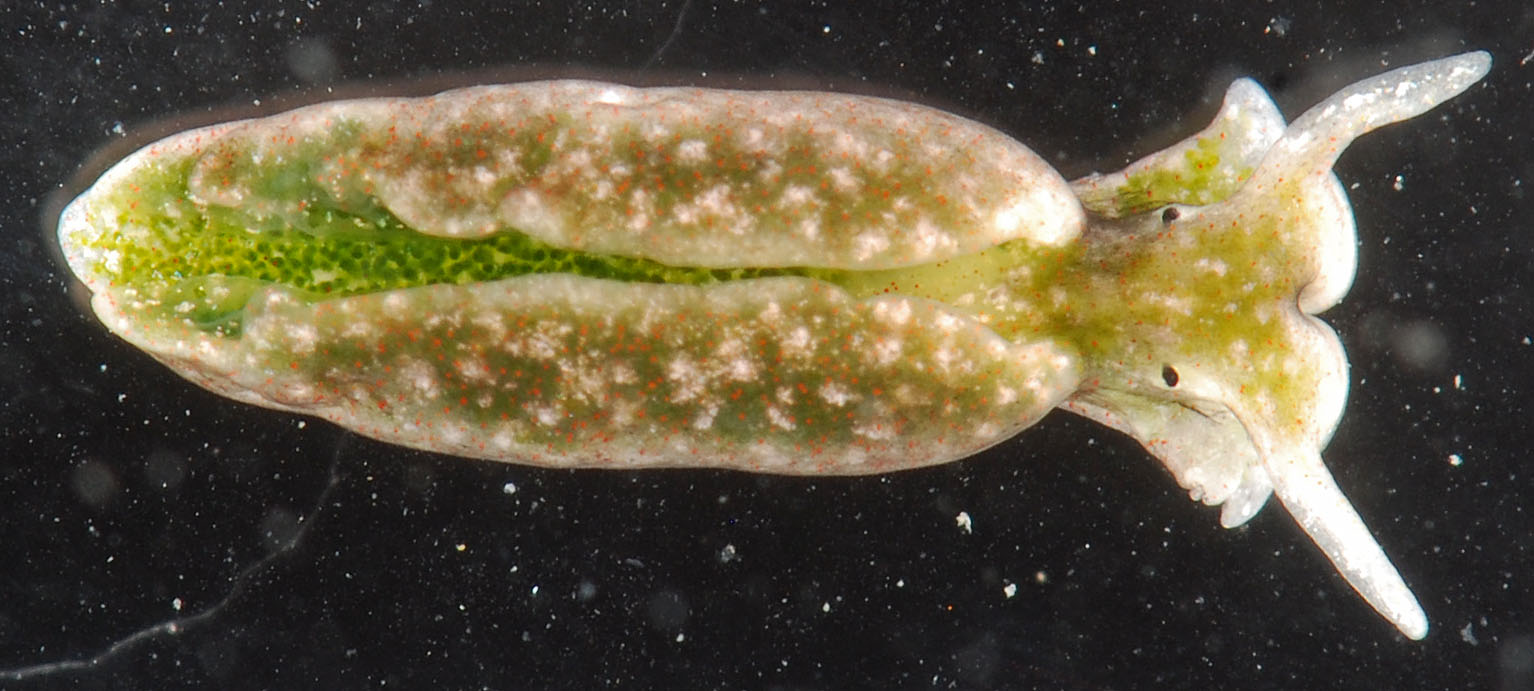
E. chlorotica o esmeralda oriental. Wallace Creek, Honga River, Dorchester County, MD - 07/12/17. Foto por Robert Aguilar, Smithsonian Environmental Research Center.

La Elysia chlorotica adulta es un organismo hermafrodita simultáneo. Una vez que son sexualmente maduros, cada animal produce tanto esperma como huevos al mismo tiempo. Sin embargo, la autofertilización no es común en estas especies. En cambio, la Elysia chlorotica se reproduce por fertilización cruzada. Después de la fecundación de los huevos dentro de la babosa (ya que la fecundación es interna), la Elysia chlorotica pone sus huevos en largas cadenas.
Algunos estudios han explicado que el ciclo de vida de E. chlorotica puede estar regulado por la acción de virus, ya que en los experimentos realizados la expresión viral coincidía con la muerte sincronizada de todos los adultos de la población. Este comportamiento ocurre tanto en la naturaleza como en el laboratorio. Además, se ha demostrado que los virus son endógenos a la babosa, es decir, las generaciones no se infectan debido a un pool externo. Por otro lado, se hipotetiza que dichos patógenos están involucrados en el mantenimiento de los cloroplastos en las células del molusco.

### Segmentación
En el ciclo de vida de Elysia chlorotica, la segmentación es holoblástica y espiral. Esto significa que los huevos se segmentan completamente (holoblástica) y que cada plano de segmentación forma un ángulo oblicuo con respecto del eje animal-vegetal del huevo. Esto resulta en la producción de capas de células, cada capa acomodada en los surcos que hay entre las células de la capa inferior. Al final de la segmentación, el embrión forma una esteroblástula, en otras palabras, una blástula  sin una cavidad central clara.

### Gastrulación
El proceso de gastrulación de Elysia chlorotica es gastrulación por epibolia, es decir, el ectodermo se extiende para cubrir el mesodermo y el endodermo.

### Fase larvaria
Después de que el embrión pasa por una etapa similar a la trocófora durante su desarrollo, eclosiona como una larva velígera. La larva velígera tiene una concha y un velo ciliado. Usa a este último tanto para nadar como para llevar comida a su boca. Este tipo de larva se alimenta de fitoplancton en la columna de agua de mar. Después de que la larva se lleva comida a la boca por medio del velo ciliado, el alimento baja por el tracto digestivo al estómago. Ya en el estómago, la comida se clasifica y se mueve a la glándula digestiva, donde ocurre el proceso de digestión y se absorben los nutrientes resultantes a través de las células epiteliales de esta.